# Movileni (okręg Aluta)
Movileni – wieś w Rumunii, w okręgu Aluta, w gminie Movileni. W 2011 roku liczyła 2190 mieszkańców.